# Yunus Akgün
Yunus Akgün (Küçükçekmece, 7 de julio de 2000) es un futbolista turco que juega en la demarcación de delantero para el Galatasaray S. K. de la Superliga de Turquía.

## Trayectoria
Tras empezar a formarse como futbolista en el Galatasaray S. K. durante siete años, finalmente hizo su debut con el primer equipo el 5 de agosto de 2018 en la Supercopa de Turquía contra el Akhisar Belediyespor, tras sustituir a Fernando Reges en el minuto 69. Tras dos años en el equipo, en septiembre de 2020 salió cedido al Adana Demirspor una temporada, algo que volvió a suceder la campaña siguiente.
En la temporada 2022-23 regresó al Galatasaray S. K. y disputó 25 partidos en una Superliga de Turquía que consiguieron ganar. El siguiente mes de agosto fue nuevamente prestado y esta vez se marchó a Inglaterra para jugar en el Leicester City F. C.

## Selección nacional
El 4 de junio de 2022 debutó con la selección de Turquía en un encuentro de la Liga de Naciones de la UEFA 2022-23 ante Islas Feroe que ganaron por cuatro a cero.

### Participaciones en Eurocopas
| Copa          | Sede     | Resultado        | Partidos | Goles |
| ------------- | -------- | ---------------- | -------- | ----- |
| Eurocopa 2024 | Alemania | Cuartos de final | 1        | 0     |

## Clubes
| Club                          | País       | Año       | Partidos | Goles |
| ----------------------------- | ---------- | --------- | -------- | ----- |
| Galatasaray S. K.             | Turquía    | 2018-2020 | 27       | 5     |
| Adana Demirspor (cedido)      | Turquía    | 2020-2021 | 32       | 7     |
| Galatasaray S. K.             | Turquía    | 2021      | 1        | 0     |
| Adana Demirspor (cedido)      | Turquía    | 2021-2022 | 38       | 9     |
| Galatasaray S. K.             | Turquía    | 2022-2023 | 33       | 1     |
| Leicester City F. C. (cedido) | Inglaterra | 2023-2024 | 29       | 2     |
| Galatasaray S. K.             | Turquía    | 2024-     | 44       | 12    |

## Palmarés

### Campeonatos nacionales
| Título               | Club                 | País       | Año  |
| -------------------- | -------------------- | ---------- | ---- |
| Superliga de Turquía | Galatasaray S. K.    | Turquía    | 2019 |
| Copa de Turquía      | Galatasaray S. K.    | Turquía    | 2019 |
| Supercopa de Turquía | Galatasaray S. K.    | Turquía    | 2019 |
| Superliga de Turquía | Galatasaray S. K.    | Turquía    | 2023 |
| EFL Championship     | Leicester City F. C. | Inglaterra | 2024 |
| Copa de Turquía      | Galatasaray S. K.    | Turquía    | 2025 |
| Superliga de Turquía | Galatasaray S. K.    | Turquía    | 2025 |